# Château de Choully
Le château de Choully est situé dans la commune genevoise de Satigny en Suisse. Avec ses fermes, il est listé comme bien culturel d'importance nationale.

## Histoire
Le domaine fut constitué à partir de 1667 par le banquier et négociant en soie Jean-Antoine Lullin. Son fils Charles Lullin-de Châteauvieux-Humbert vendit en 1721 la seigneurie de Dardagny et fit construire en 1720-1725 le château de Choully qui devint la résidence principale de la famille,.

## Architecture
La propriété située en hauteur domine le paysage environnant. Avec sa cour, ses parterres et ses jardins à la française, la résidence est l'une des plus vastes de Genève. Sa façade symétrique compte neuf axes et possède un avant-corps couronné d'un fronton. À l'intérieur se trouvent un vestibule avec escalier monumental tournant, un salon à boiseries sculptées de Jean Jaquet et un cabinet décoré de papiers peints de style Empire,.
Le château et ses fermes sont listés comme biens culturels d'importance nationale.